# Pachnobia poppiusi
Pachnobia poppiusi là một loài bướm đêm trong họ Noctuidae.